# Здесь восходит солнце (книга)
«Здесь восходит солнце. Духовные и музыкальные поиски Джорджа Харрисона» (англ. Here Comes the Sun: The Spiritual and Musical Journey of George Harrison) — биография Джорджа Харрисона, рассказывающая о его духовных поисках, и, в частности, о том, какое влияние индуистская вера оказала на его творчество. Автор — Джошуа Грин. На английском языке книга впервые была опубликована в 2006 году издательством John Wiley & Sons. В том же году вышел перевод книги на русский язык.

## Сюжет
Книга повествует о религиозных верованиях Харрисона, о его контактах со своими собратьями-кришнаитами, а также о том, как религиозные взгляды музыканта повлияли на его творчество. В книге описываются интересные истории из жизни Харрисона, поведанные теми, кто был более всего близок к музыканту в конце 1960-х — начале 1970-х годов — период, в который Харрисон открыто говорил о своих религиозных убеждениях. Харрисон любил быть битлом, но хотел лучшего. Этой более хорошей вещью стала бхакти-йога, которой Харрисон учился сначала у Рави Шанкара, а затем у основателя Международного общества сознания Кришны Бхактиведанты Свами Прабхупады. Поиск Харрисоном самоосознания послужил вдохновением в его творчестве.

## История написания
До написания «Здесь восходит солнце», в течение нескольких лет Джошуа Грин занимался исследованием Холокоста, создав документальные фильмы и написав книги на эту тему. Когда после работы с материалами об ужасах концентрационных лагерей Грин впал в депрессию, его жена посоветовала ему написать книгу о Джордже Харрисоне. Грин лично знал Харрисона, приняв вместе с ним участие в записи The Radha Krsna Temple — первого в истории музыки поп-альбома санскритских мантр. Среди более чем тысячи биографий о The Beatles, Грин не нашёл ни одной, в которой бы подробно рассказывалось о духовном пути легендарного музыканта. Своей книгой Грин надеялся заполнить этот пробел.
Грин рассказал в беседе с корреспондентом The New York Times: «Я хотел поведать историю о Харрисоне как благодарность ему, а также потому, что я думаю, что моё поколение готово заново обрести утерянный энтузиазм». Грин также заметил, что занимаясь популяризацией индуистской духовности, Харрисон в 1970-е годы на две декады опередил своё время. Харрисон много пострадал от критики и насмешек. Люди в то время не могли понять и оценить то, чем он занимался и Харрисон принимал это близко к сердцу.

## Критика
По мнению Скота Бауэра из Associated Press книга представляет собой «захватывающее чтиво», в особенности для тех, кто мало знаком с послебитловской жизнью Джорджа Харрисона. К недостаткам книги Бауэр относит то, что действия Харрисона «никогда не ставятся под вопрос или рассматриваются в более критическом свете». Так как книга в основном сфокусирована на религиозных верованиях музыканта, после её прочтения трудно составить целостное представление о том, кем был Харрисон. Однако, в книге успешно описан духовный путь Харрисона, на что, собственно и претендовал автор.
Бауэр находит наиболее интересными те части книги, в которых автор описывает то, «как вера Харрисона создавала конфликты в его жизни». В качестве примера Бауэр приводит описанный Грином период из жизни музыканта, во время которого Харрисон проявляет тенденцию делить своих друзей на «трансцендентальных» и на материалистичных. В результате Харрисон дистанцируется от своих друзей-музыкантов, что вызывает у него озабоченность. По мнению Бауэра, более глубокий анализ этой динамики сделал бы книгу гораздо более сильной. Улучшению книги также способствовало бы более подробное освещение позднего периода жизни Харрисона, во время которого произошёл значительный спад в его музыкальном творчестве. По мнению Бауэра, Грин часто прибегает к лестным и чрезмерно детальным описаниям встреч Харрисона с другими кришнаитами. Автор настолько вдаётся в детали, что читатель даже узнаёт о том, какие именно вегетарианские блюда подавались и т. п.
Бауэр пишет, что Харрисон, вне всяких сомнений, был глубоко религиозным человеком и его вера заметно повлияла на его музыку. Однако, у читателей, незнакомых с биографией музыканта, после прочтения книги может возникнуть впечатление, что в жизни Харрисона центральную роль всегда играл Кришна и только Кришна. Однако, отмечает Бауэр, простое прослушивание песен музыканта и взгляд на другие его интересы (включая кинопродюсерство) доказывает, что это было далеко не так. Однако, несмотря на эти недостатки, книга успешно освещает духовный аспект карьеры Харрисона, — аспект, который практически никогда не освещался подробно.
По мнению Алана Зукера из Yoga Journal, книга даёт возможность глубоко взглянуть на внутреннюю жизнь Харрисона. Зукер отмечает, что согласно Грину, даже свою известную песню «Something» Харрисон посвятил не Патти Бойд, а Кришне. Однако, пишет Зукер, читателя ожидает в книге всего несколько подобных открытий.